# Hochschuloffizier
Hochschuloffiziere waren zivile Mitarbeiter der Militärregierungen, die nach dem Ende des Zweiten Weltkrieges in Deutschland am Wiederaufbau des Hochschulwesens mitwirkten.

## Rekrutierung
Mehrheitlich handelte es sich bei den Hochschuloffizieren um Akademiker, die teilweise in Deutschland studiert hatten. Eine besondere Vorbereitung auf die ihnen übertragende Tätigkeit erfolgte nicht.

## Aufgabenstellung
Hochschuloffiziere, auch Universitätsoffiziere genannt, wirkten mit bei der Entnazifizierung des Lehrkörpers. Sie trugen zur Bekämpfung des Hungers und der Wohnungsnot unter den Hochschulangehörigen bei. Auch bemühten sie sich um eine Neuorientierung des Hochschulunterrichts. Hochschuloffiziere engagierten sich auf dem Gebiet des materiellen Wiederaufbaus der Hochschulen. Sie diskutierten mit Hochschulangehörigen über das Dritte Reich. Auch organisierten sie den Professoren- und Studentenaustausch mit dem Ausland sowie wissenschaftliche Tagungen. Hochschuloffiziere förderten die Ingangsetzung der Forschung im Deutschland der Nachkriegszeit.
In der britischen Besatzungszone bestand die Aufgabe der Hochschuloffiziere, die zunächst als University Control Officer (UCO), später als University Education Control Officer (UECO) und zuletzt als University Education Officers bezeichnet wurden, ab Herbst 1945 darin, den Wiederaufbau von Schulen, Hochschulen und Wissenschaftseinrichtungen zu fördern. Anfang 1947 übergab die Britische Besatzungsmacht die Verantwortung im Bereich des Hochschulwesens an die deutschen Länder. Die University Education Officers hatten als Mitglieder der Militärregierung fortan nur noch eine beratende Funktion. 1951 endete auch diese mit der revidierten Fassung des Besatzungsstatuts.

## Einzelne Hochschuloffiziere
Howard P. Becker, Edward Hartshorne, Pjotr Iwanowitsch Nikitin, Raymond Schmittlein und Pjotr Wassiljewitsch Solotuchin gehörten zur Gruppe der Hochschuloffiziere.